# Fait brut
Dans la philosophie contemporaine, un fait brut est un fait qui n'a pas d'explication. De manière plus simpliste, les faits bruts peuvent être définis comme des faits qui ne peuvent pas être expliqués (au lieu de n'avoir simplement aucune explication). Rejeter l'existence de faits bruts, consiste à penser que tout peut être expliqué. ("Tout peut être expliqué" est parfois appelé le principe de raison suffisante). Il y a deux façons d'expliquer quelque chose: dire ce qui "l'a provoqué" ou le décrire à un niveau plus "fondamental". [réf. nécessaire]   Par exemple, un chat affiché sur un écran d'ordinateur peut être expliqué, plus "fondamentalement", par le fait qu'il y a du courant dans certains des morceaux de métal de l'écran, qui à son tour peut être expliqué, plus "fondamentalement", par le fait que certaines particules atomiques se déplacent d'une certaine manière. Si l'on devait continuer d'expliquer le monde de cette façon et arriver à un point où aucune explication plus "profonde" ne peut être donnée, alors on aura trouvé des faits qui sont bruts ou inexplicables, dans le sens où nous ne pouvons pas leur donner une explication ontologique. On peut dire que certaines choses ne font qu'exister. La même chose peut être faite avec des explications causales. Si rien n'a créé le Big Bang, alors c'est un fait brut en ce sens qu'il manque une explication causale.
Henri Poincaré a fait une distinction entre les faits bruts et leurs descriptions scientifiques, soulignant que la nature conventionnelle de ces derniers restait toujours contrainte par le fait brut en question.
Pierre Duhem a soutenu que, tout comme il peut y avoir plusieurs descriptions scientifiques du même fait brut, il peut aussi y avoir de nombreux faits bruts avec la même description scientifique.

## Anscombe
G. E. M. Anscombe a écrit sur la façon dont les faits peuvent être bruts par rapport à d'autres faits. En termes simples, certains faits ne peuvent pas être réduits en d'autres faits, de sorte que si un ensemble de faits est vrai, cela n'implique pas que le fait brut qui lui est associé soit vrai. [réf. nécessaire]
L'exemple qu'elle utilise est celui de quelqu'un qui doit de l'argent à un épicier qui lui a fourni des pommes de terre. Dans un tel cas, l'ensemble des faits, par exemple que le client a demandé les pommes de terre, que l'épicier lui a fourni les pommes de terre, etc., n'implique pas nécessairement que le client doit de l'argent à l'épicier. Après tout, cela aurait pu avoir lieu dans le contexte du tournage d'un film, auquel cas le client ne devrait en fait rien, car c'est un acteur. [réf. nécessaire]
On pourrait faire valoir que si le contexte institutionnel est pris en compte, les faits supposés bruts peuvent en fait être réduits à des faits constitutifs. C'est-à-dire que dans le contexte où un client commande des pommes de terre dans un magasin, etc. cela implique qu'il doit à l'épicier une compensation égale au service fourni, puisque c'est la convention lors d'un échange de bien et service. Bien qu'Anscombe reconnaisse qu'un contexte institutionnel est nécessaire pour qu'une description particulière ait un sens, il ne s'ensuit pas nécessairement qu'un ensemble particulier de faits valables dans un contexte institutionnel entraîne un fait brut qui lui est associé. En effet, si l'exemple est bien considéré dans le contexte institutionnel nécessaire à la description du «dû», il se pourrait tout de même que le client ne soit pas redevable à l'épicier, par le contre-exemple d'une production cinématographique. Cette ambiguïté fondamentale est essentiellement ce qui fait qu'un fait est brut par rapport à d'autres faits.[réf. nécessaire]
Cela étant dit, Anscombe fait valoir que dans des circonstances normales, un tel fait est en fait impliqué par les autres faits. Autrement dit, s'il est vrai qu'un client a demandé des pommes de terre, etc., alors, dans des circonstances normales, le client devrait effectivement de l'argent à l'épicier. Cependant, comme une telle implication est conditionnelle à ce qu'un tel ensemble de faits se vérifie dans un ensemble particulier de circonstances, le fait impliqué est toujours fondamentalement brut par rapport à ces faits, c'est juste que dans un tel cas, le saut d'inférence se produit au niveau de la circonstances, pas au niveau des faits eux-mêmes. [réf. nécessaire]
Enfin, si un fait brut relatif à d'autres faits est vrai, il s'ensuit qu'un certain ensemble de faits pour lequel il est brut est également vrai, par exemple si le client doit de l'argent à l'épicier, alors il s'ensuit que l'épicier lui a fourni des pommes de terre. Après tout, s'ils ne l'avaient pas fait, le client ne lui serait pas redevable. En tant que tel, étant donné un fait brut relativement à d'autres faits, il existe une gamme de faits, de sorte qu'un ensemble d'entre eux sera vrai si le fait brut qui leur est relatif est également vrai. Cela étant dit, Anscombe fait valoir que l'ensemble des faits dont certains faits peuvent être bruts par rapport aux autres ne peut pas être connus de manière exhaustive. La gamme approximative de faits peut être esquissée avec des exemples pertinents, mais la gamme complète de ces faits ne peut pas être connue, car on peut théoriquement toujours supposer un nouveau contexte spécial qui change la gamme à prendre en compte.

## Searle
John Searle a développé le concept d'Anscombe des faits bruts en ce qu'il a appelé des faits physiques bruts - comme la neige sur le mont Everest - par opposition aux faits sociaux ou institutionnels, dépendants pour leur existence de l'accord humain. Ainsi, il considérait l'argent comme un fait institutionnel, qui reposait néanmoins en fin de compte sur un fait physique brut, qu'il s'agisse d'un morceau de papier ou seulement d'un enregistrement électronique.
Searle pensait que l'omniprésence des faits sociaux pourrait masquer leur construction sociale et leur dépendance ultime aux faits bruts: ainsi, nous sommes par exemple formés dès la petite enfance (selon ses mots) à voir "des fibres de cellulose avec des taches vertes et grises, ou recouvertes d'émail et de concavités de fer contenant de l'eau [...] sous forme de billets d'un dollar ".

## Opposition
Le principe de la raison suffisante est parfois compris comme impliquant qu'il n'y a pas de faits bruts.

## Vintiadis
En 2018, Elly Vintiadis a édité une collection d'articles sur les faits bruts qui est la première exploration systématique du caractère brut des faits et qui comprend des articles originaux écrit par un certain nombre de philosophes et de scientifiques. La collection se concentre sur les faits bruts physiques, émergents et modaux plutôt que sur les faits sociaux. Vintiadis soutient qu'une attitude naturaliste bien comprise exige que nous acceptions l'existence de faits bruts ontologiques et aussi, éventuellement, de faits bruts émergents.
Au-delà de la définition initiale donnée ci-dessus des faits bruts comme des faits qui n'ont pas d'explications, il y a une distinction établie par Eric Barnes (1994) entre les faits épistémologiquement bruts et les faits ontologiquement bruts. Les premiers sont pour lesquels nous n'avons pas d'explication, ils sont bruts pour nous (par exemple, Vintiadis cite le fait que les gaz se comportent d'une manière décrite par la loi Boyle-Charles était un fait épistémologiquement brut jusqu'à son explication en termes de cinétique théorie des gaz). Les seconds, les faits ontologiquement bruts, sont des faits pour lesquels il n'y a aucune explication en raison de la façon dont le monde est (par exemple, les lois fondamentales de la physique). Les faits que nous acceptons comme brute ontologiquement dépendent cependant du type de théorie de l'explication que nous acceptons (par exemple, les propriétés des particules fondamentales seront des faits bruts sous une vision méréologique, mais une loi fondamentale sera elle brute pour un modèle formé d'un ensemble de loi).

## Nécessités brutes
John Heil a soutenu que les faits bruts ne peuvent être que des faits contingents, car autrement, demander une explication pour quelque chose qui ne pourrait pas être autrement n'a pas de sens. Joseph Levine est d'accord car pour lui, expliquer signifie supprimer différentes possibilités. Mais tous ne sont pas d'accord, car certains philosophes soutiennent qu'il est naturel de se demander pourquoi certaines choses sont nécessaires[Qui ?]. Par exemple, le philosophe James Van Cleve pense que les nécessités brutes ne peuvent être exclues.

## L'infinitisme
D'après les infinitistes, la chaîne d'explications se poursuit à l'infini et il n'y a pas d'explication fondamentale. Voilà donc une autre manière de s'opposer à l'existence de faits bruts explicatifs, mais aussi de faits bruts métaphysiques, si la faculté d'être brut est comprise en termes d'indépendance ontologique.

## Voir également
- Premier principe
- Théorie aristotélicienne de la causalité
- Loi de Hume  - la distinction entre allégations factuelles et allégations de valeur ou normatives
- Question de fait et question de droit
- Trilemme de Münchhausen